# João Paulo Fernandes (desportista paralímpico)
João Paulo dos Santos Fernandes (Vale de Cambra, 11 de agosto de 1984) é um jogador de bocha português e medalhado paralímpico.

## Carreira
Nos Jogos Paralímpicos de Verão de 2004 realizados em Atenas, na Grécia, conquistou duas medalhas de ouro, uma na competição individual BC1 e outra na competição por equipa BC1/BC2. Em 2006, participou do Campeonato do Mundo de Bocha no Rio de Janeiro, Brasil, tendo conquistado uma medalha de prata na competição por equipa BC1/BC2. Também competiu nos Jogos Paralímpicos de Verão de 2008 em Pequim, na China, onde conquistou uma medalha de ouro na competição individual BC1 e uma de prata na competição por equipa BC1/BC2.